# Idioma dumun
Dumun es una lengua madang en peligro de extinción que se habla en la provincia de Madang, Papúa Nueva Guinea.
Se dice que el dumun se llama Bai, pero evidentemente se trata de una lengua distinta (aunque relacionada), o al menos una variedad llamada Bai registrada por Maclay era distinta.